# 1 Arguński Pułk Kozacki
1 Arguński pułk kozacki (ros. 1-й Аргунский полк Забайкальского казачьего войска) – pułk kozacki wojska nadbajkalskiego utworzony 1 stycznia 1900 roku z 7., 8., i 9. sotni 1 Nerczyńskiego pułku kozackiego oraz trzech nowo sformowanych sotni jako 4 pułk zabajkalski. 17 stycznia otrzymał swoją ostateczną nazwę.

## Dowódcy
- 1.01.1900–? — płk Iwan Dudkin
- 17.07.1903–30.07.1904 — płk Iwan Truchin
- 29.09.1904–04.04.1908 — płk Aleksandr Łoginow
- 1909 — płk Aleksandr Sofronow
- 05.05.1910–15.07.1911 — płk Andrej Kołosowski
- 15.07.1911–25.11.1913 — płk Aleksandr Krymow
- ok. 19.02.1914 — płk Aleksandr Awieticow
- 1914 — Wasilij Zimin
- ok. 18.02.1916 — płk Władimir Kazaczichin
- 1914–1917 — Paweł Wojłosznikow